# 북인도아리아어군
북인도아리아어군 또는 파하리어군(Pahāṛi)은 인도아리아어군의 하위 언어군이다. 히말라야산맥 남측의 상대적으로 낮은 산지 일대에서 주로 사용되는 언어로, 사용 지역은 네팔에서 인도 북부(우타라칸드, 히마찰프라데시, 잠무 카슈미르)에 걸쳐 있다.
"파하르"(Pahar)라는 말도 네팔어 등에서 '산'을 가리키는 말로, 히말라야 산지에서 사용된다는 공통점으로 묶은 "파하르어"나 "파하르인"이라는 폭넓은 명칭도 자주 사용된다. 그러나 파하르어라고 불리는 언어가 모두 북인도아리아어군에 속하는 것은 아니며, 예를 들어 카슈미르 지역의 파하리 포트와리어는 현지에서 파하리어라는 이름으로 통하나 언어학적으로는 펀자브어에 더 가까운 언어이다.

## 분류

### 동부 파하리어
- 네팔어
- 팔파어

### 중부 파하리어
- 쿠마온어
- 가르왈어

### 서부 파하리어
- 자운사르어
- 핵심 히마찰어
  - 힌두리어
  - 파하리 킨나우리어
  - 쿨루 파하리어
  - 마하수 파하리어
  - 시마우리어 (심라어)
- 만디어 (만데알리어)
- -
  - 차메아리계
    - 가디어
    - 바드라와히어
    - 바티얄리어
    - 빌라스푸르어
    - 참바어 (참베알리어)
    - 추라흐어
    - 팡그왈리어 (팡기어)

  - 캉그리-도그리
    - 도그리어 (도그라어)
    - 캉그라어